# Kriegsdorf
Kriegsdorf è uno dei dodici quartieri di Troisdorf, nel circondario tedesco del Reno-Sieg, nel Bundesland della Renania Settentrionale-Vestfalia.